# Grażyna Staniszewska (Politikerin)

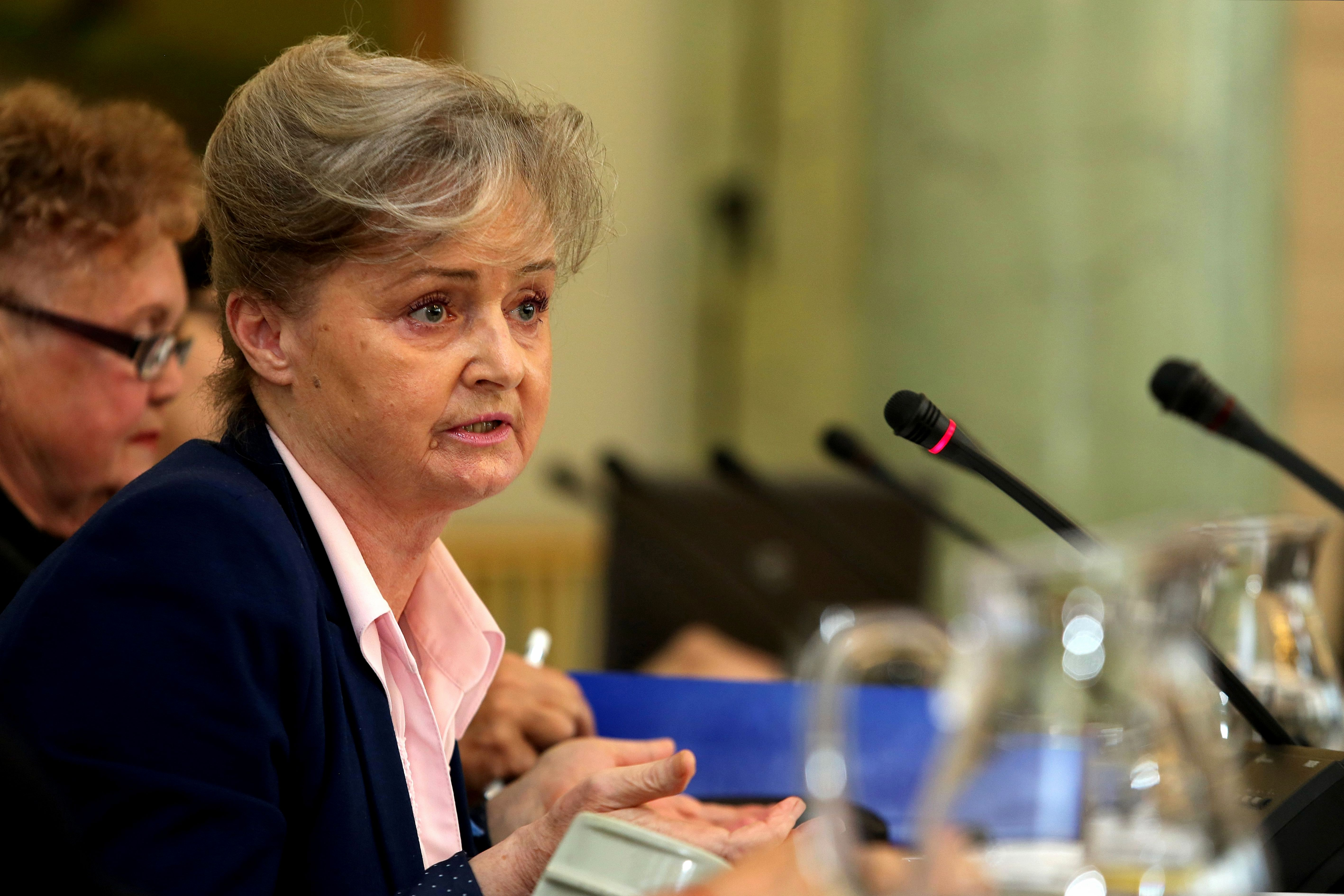
Grażyna Staniszewska (2014)

Grażyna Ewa Staniszewska (* 2. November 1949 in Biała Krakowska) ist eine polnische Politikerin der Partia Demokratyczna und ihrer Vorgängerparteien. Sie gehörte von 1989 bis 2001 dem Sejm in der X. (Volksrepublik), I., II. und III. (Dritte Republik), von 2001 bis 2004 dem Senat der Republik Polen und von 2004 bis 2009 dem Europaparlament an.

## Leben und Beruf
Staniszewska durfte sich dach Abschluss ihres Studiums in Polnischer Philologie 1972 an der Jagiellonen-Universität als Polonistin bezeichnen. Sie war von 1972 bis 1977 in Bielsko-Biała als Lehrerin am allgemeinbildenden Lyzeum, von 1977 bis 1980 als Leiterin des Kulturhauses und später als Ausbilderin sowie als Mitarbeiterin des Zentrums für Forschung und Entwicklung REDOR tätig. Staniszewska war außerdem Vorsitzende des Rates der Stiftung für Wirtschaftsbildung in Warschau und Koordinatorin von Interkl@sa, einem landesweiten Programm zur Vorbereitung der Jugend auf die Informationsgesellschaft.

## Politik
Im März 1968 beteiligte Staniszewska sich an Studentenprotesten. Anfang der 1980er Jahre war sie bei der Solidarność Mitglied des Vorstands und des Regionalrats in der Region Beskidenvorland, 1981 war sie Mitbegründerin und Leiterin der Wszechnica von Podbeskidzie. Nachdem jedoch das Kriegsrecht ausgerufen worden war, wurde sie zunächst von Dezember bis Juli interniert und danach noch einmal 1983 inhaftiert. Der Solidarność blieb sie auch weiterhin treu, dort gehörte sie nunmehr der Untergrundführung in der Region Beskidenvorland und der nationalen Exekutivkommission an.
Staniszewska nahm für die Solidarność 1989 an den Gesprächen am Runden Tisch teil. Bei den halbfreien Wahlen zum Vertragssejm wurde sie für das Bürgerkomitee Solidarność erstmals in das Parlament gewählt. Nachdem sie zunächst der Ruch Obywatelski Akcja Demokratyczna angehört hatte, wurde sie 1991 Vorstandsmitglied der daraus entstandenen Unia Demokratyczna und von 1994 an der Unia Wolności. Seit 2005 war sie Mitglied der Partia Demokratyczna, die aus der Unia Wolności entstanden war. Bei den Parlamentswahlen 1991, 1993 und 1997 wurde sie erneut in den Sejm gewählt. Anschließend gehörte sie von 2001 bis 2004 dem Senat an. Bei der Europawahl 2004 wurde sie für eine Wahlperiode in das Europäische Parlament gewählt. Bei den Selbstverwaltungswahlen 2010 bewarb sie sich erfolglos um das Amt der Stadtpräsidentin von Bielsko-Biała, zog aber in den Stadtrat ein, dem sie bis 2014 angehörte.
1998 versuchte sie erfolglos die Auflösung der Woiwodschaft Bielsko-Biała und den Anschluss an die Woiwodschaft Schlesien zu verhindern. Während der Zeit der PiS-Regierung von 2015 bis 2023 engagierte sie sich im oppositionellen Komitet Obrony Demokracji.

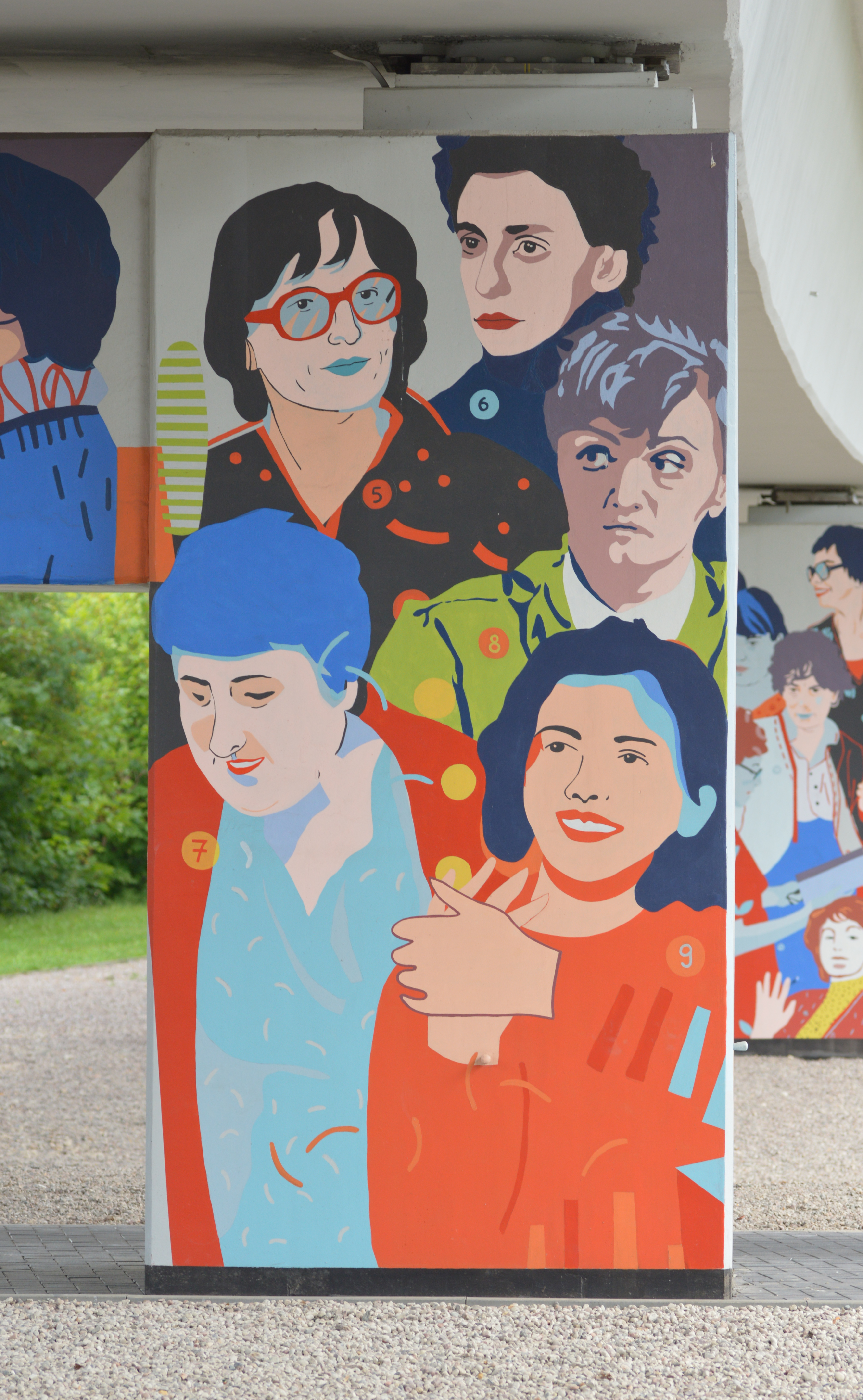
Wandbild „Frauen der Freiheit“ (Grażyna Staniszewska ist die Frau in der hellgrünen Jacke).

## Ehrungen
- 2001 St.-Stefans-Orden[10]
- 2008 Orden der Fürstin Olga[11]
- 2011 Kommandeurskreuz des Ordens Polonia Restituta[12]

2019 wurde ihr Bildnis im Wandbild „Frauen der Freiheit“ am Bahnhof Danzig Strzyża gezeigt.